# لاگرنج پارک (ایلینوی)
لاگرنج پارک (به انگلیسی: La Grange Park) یک روستا در ایالات متحده آمریکا است که در ایلینوی واقع شده‌است. لاگرنج پارک ۵٫۷۸ کیلومتر مربع مساحت و ۱۳٬۵۷۹ نفر جمعیت دارد.